# Scènes de l'Histoire sainte
Les Scènes de l'Histoire sainte sont des séries d'esquisses réalisées par le peintre russe Alexandre Ivanov vers 1850, qui forment une illustration de la Bible, en même temps de l'Ancien et du Nouveau Testament. Alors que sa toile monumentale, L'Apparition du Christ au peuple, était un produit de l'académisme, ces Scènes de l'Histoire sainte sont l'expression d'une inspiration tout à fait nouvelle qui permettent de se rendre compte de ce qu'aurait pu donner le génie d'Ivanov libéré. Il les a réalisées de 1851 à 1857. Il est décédé en 1858, à 51 ans.

## Historique
L'origine du bouleversement des conceptions picturales d'Ivanov remonte à la révolution de 1848. C'est l'époque du Printemps des peuples en Europe qui va voir se succéder des révolutions suivies de changements de régime sous la pression de sentiments nationaux. La Russie n'est pas directement touchée par ce printemps mais Ivanov se trouve alors à Rome. Il abandonne à ce moment son tableau monumental L'Apparition du Christ au peuple pour lequel il ne dispose plus de moyens financiers du fait des frais de modèles, ni vraiment d'intérêt créateur. Il vit par ailleurs une crise religieuse, ce qui ne lui facilite pas l'achèvement de ce tableau sur lequel il travaille depuis dix ans. Mais au plus fort de cette crise il trouve un guide spirituel en la personne du théologien allemand David Strauss et de son ouvrage la Vie de Jésus. C'est probablement ce dernier ouvrage qui inspira la pensée de Ernest Renan qui édite, lui, son ouvrage la Vie de Jésus , dix ans plus tard, en 1863. L'ouvrage de Strauss avait été traduit de l'allemand par Littré en 1853. 
David Strauss avait fait scandale en décrivant un Jésus historique et non divin et par sa vision des évangiles comme des récits inconscients des premières communautés chrétiennes.
Ivanov s'imprégna de ce livre de Strauss jusqu'à le connaître presque par cœur. On retrouve dans ses dessins les thèmes indiqués par Strauss mais encore jusqu'à l'ordre des chapitres.
On a ainsi pu dire que les illustrations d'Ivanov étaient moins l'illustration de la Bible que de la Vie de Jésus,. 
Ces esquisses étaient en réalité destinées à la décoration murale d'un temple qui devait être construit pour elles et qui aurait eu un caractère mi-religieux, mi-laïque.
S'inspirant du procédé comparatif utilisé par David Strauss, Ivanov encadre ses scènes du Nouveau Testament, d'une bordure de sujets analogues tirés de l'Ancien Testament ou même de la mythologie. Il groupe par exemple autour de la Nativité de Jésus les naissances des dieux païens et de grands hommes. La Résurrection de Lazare est entourée de scènes de plus petites dimensions représentant d'autres résurrections de morts (par le prophète Elie et par son successeur Élisée, qui ressuscite le fils de la Sunamite . C'est un retour à la typologie du Moyen Âge tel que l'utilisaient les illustrateurs du Speculum humanae salvationis, cet incunable xylographique basé sur la typologie biblique.

## Réalisation

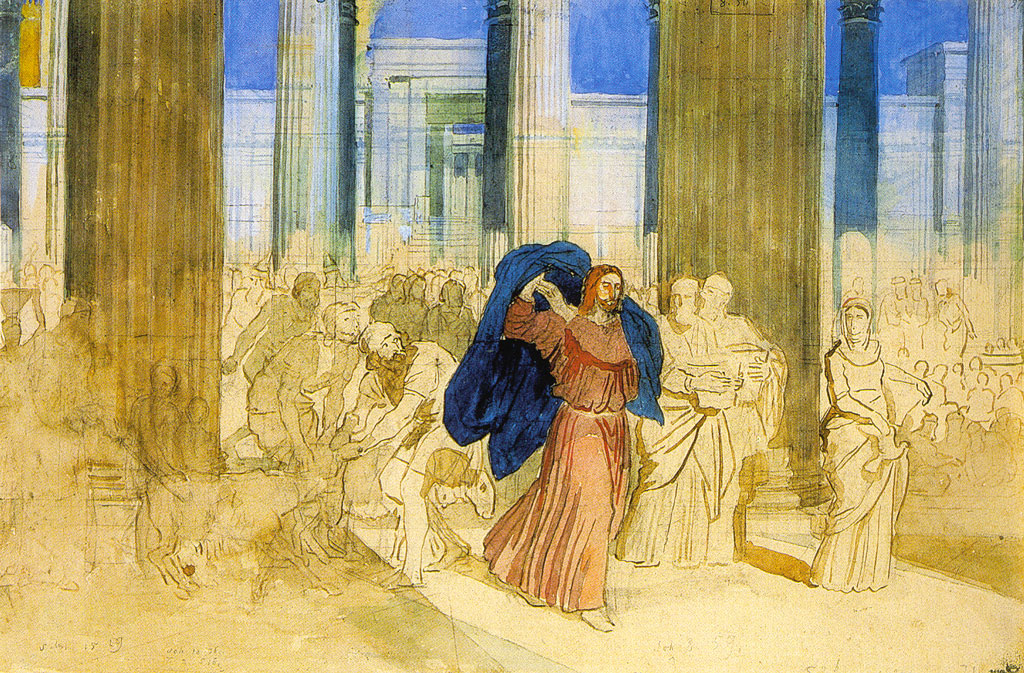
Jésus chasse les marchands du Temple
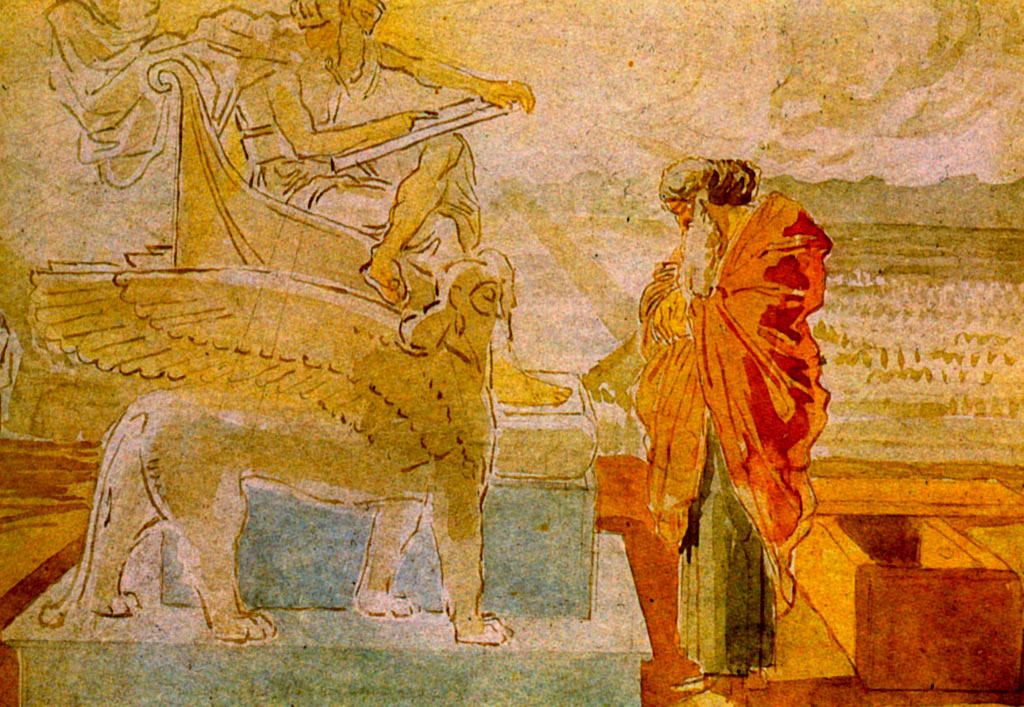
Moïse reçoit les tables de la Loi
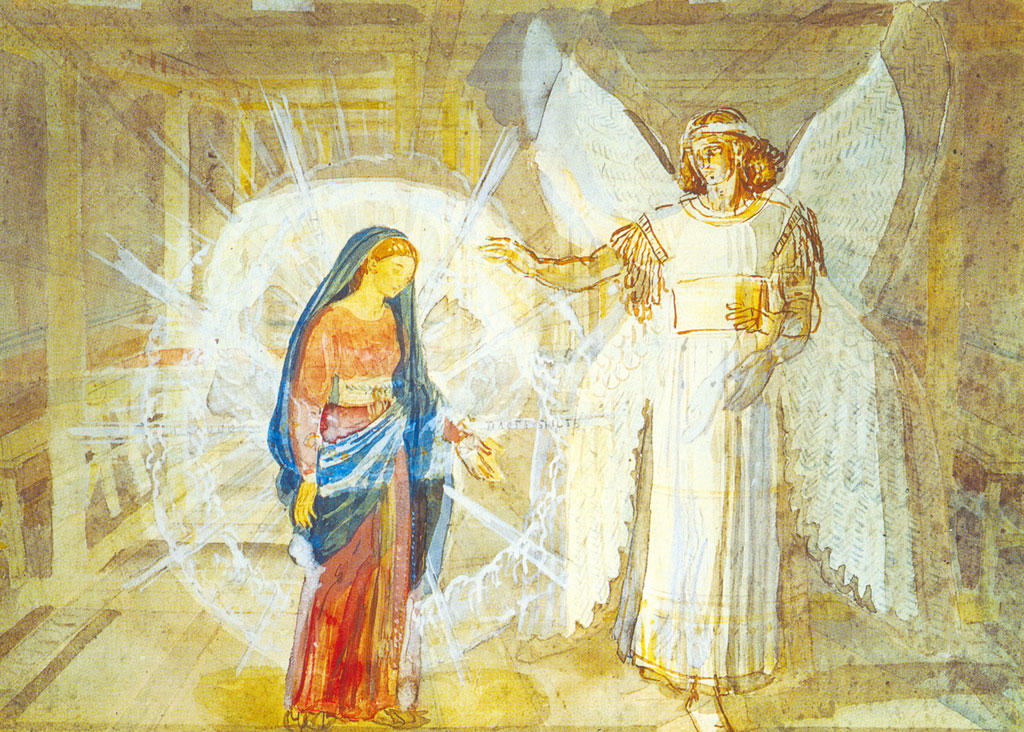
Annonciation
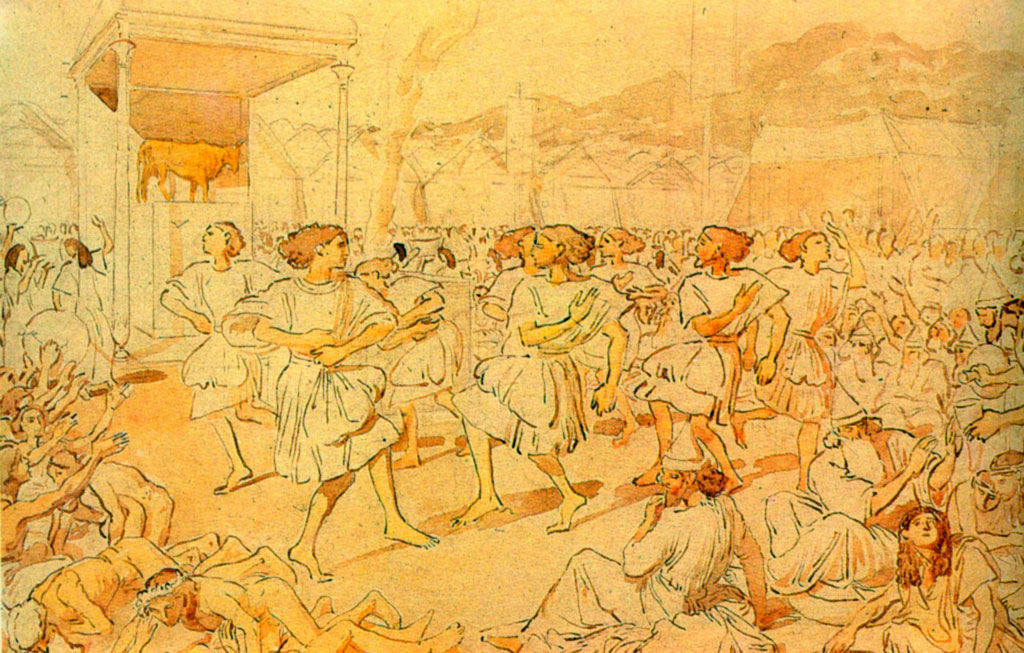
Adoration du veau d'or
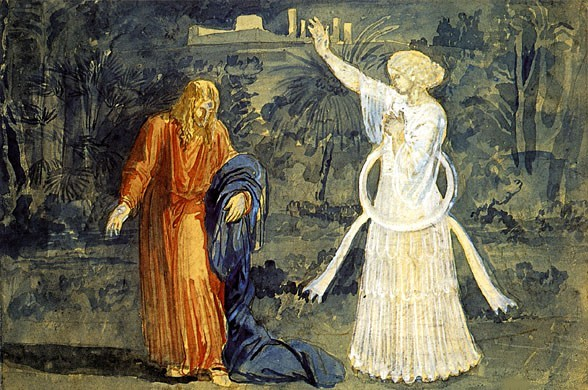
L'ange au jardin de Gethsémani
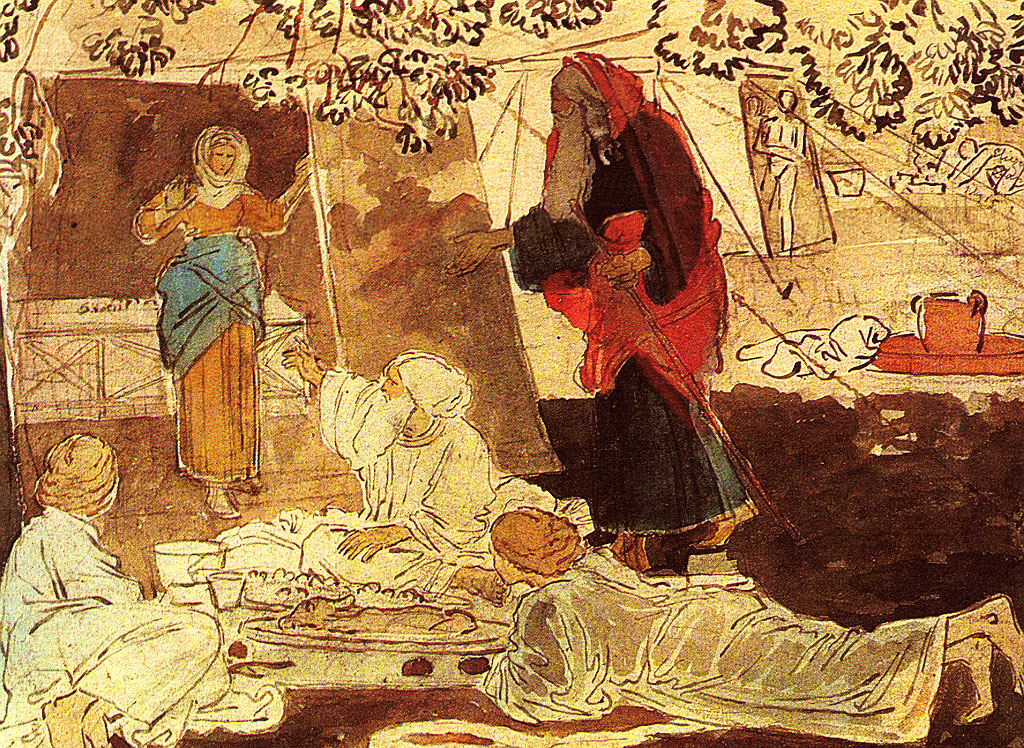
Philoxénie d'Abraham ou le chêne de Mambré

## Technique et critique
Ivanov possédait une connaissance approfondie de l'Orient et cela donne à ses illustrations bibliques une valeur exceptionnelle. Il a longtemps espéré visiter Jérusalem , mais en vain faute de moyens et de bourse officielle. C'est pourquoi il se lança dans l'étude des fresques hypogées égyptiennes et des bas-reliefs assyriens. Il étudie le Temple de Salomon dans des ouvrages en anglais. Cela va lui permettre de sortir de son académisme routinier et de créer librement, en dehors des conventions de l'époque. Les formes nouvelles qu'il crée le sont dans l'esprit de l'Orient ancien. La silhouette de ses anges est parfois proches de celle des guerriers de Persépolis.
Les esquisses d'Ivanov sont exécutées au crayon ou au fusain parfois rehaussées de sépia ou d'aquarelle.
L'Apparition de l'ange Gabriel à Zacharie et le frappant de mutisme parce qu'il n'a pas cru à ses paroles annonçant la naissance d'un fils Jean le Baptiste, nous communique par l'art subtil d'Ivanov le sentiment du mystérieux et du divin. Sur l'autel brûlent des cierges dont les images renversées se reflètent dans les dalles de marbre du sol. La vapeur de l'encens monte vers le ciel, quand apparaît l'ange illuminé de rayons, semblable aux génies ailés des bas-reliefs assyriens.

« Alors un ange du Seigneur apparut à Zacharie, et se tint debout à droite de l'autel des parfums. Zacharie fut troublé en le voyant, et la frayeur s'empara de lui. Mais l'ange lui dit : Ne crains point, Zacharie, car ta prière a été exaucée. Ta femme Élisabeth t'enfantera un fils, et tu lui donneras le nom de Jean. Il sera pour toi un sujet de joie et d'allégresse, et plusieurs se réjouiront de sa naissance. Car il sera grand devant le Seigneur. Il ne boira ni vin, ni liqueur enivrante, et il sera rempli de l'Esprit Saint dès le sein de sa mère ; il ramènera plusieurs des fils d'Israël au Seigneur, leur Dieu ; il marchera devant Dieu avec l'esprit et la puissance d'Élie, pour ramener les cœurs des pères vers les enfants, et les rebelles à la sagesse des justes, afin de préparer au Seigneur un peuple bien disposé.(…) Le huitième jour, ils vinrent pour circoncire l'enfant, et ils l'appelaient Zacharie, du nom de son père. Mais sa mère prit la parole, et dit : Non, il sera appelé Jean. (...) Zacharie demanda des tablettes, et il écrivit : Jean est son nom. Et tous furent dans l'étonnement. Au même instant, sa bouche s'ouvrit, sa langue se délia, et il parlait, bénissant Dieu. »

— Luc 1.13-64

## Comparaison et sort des dessins

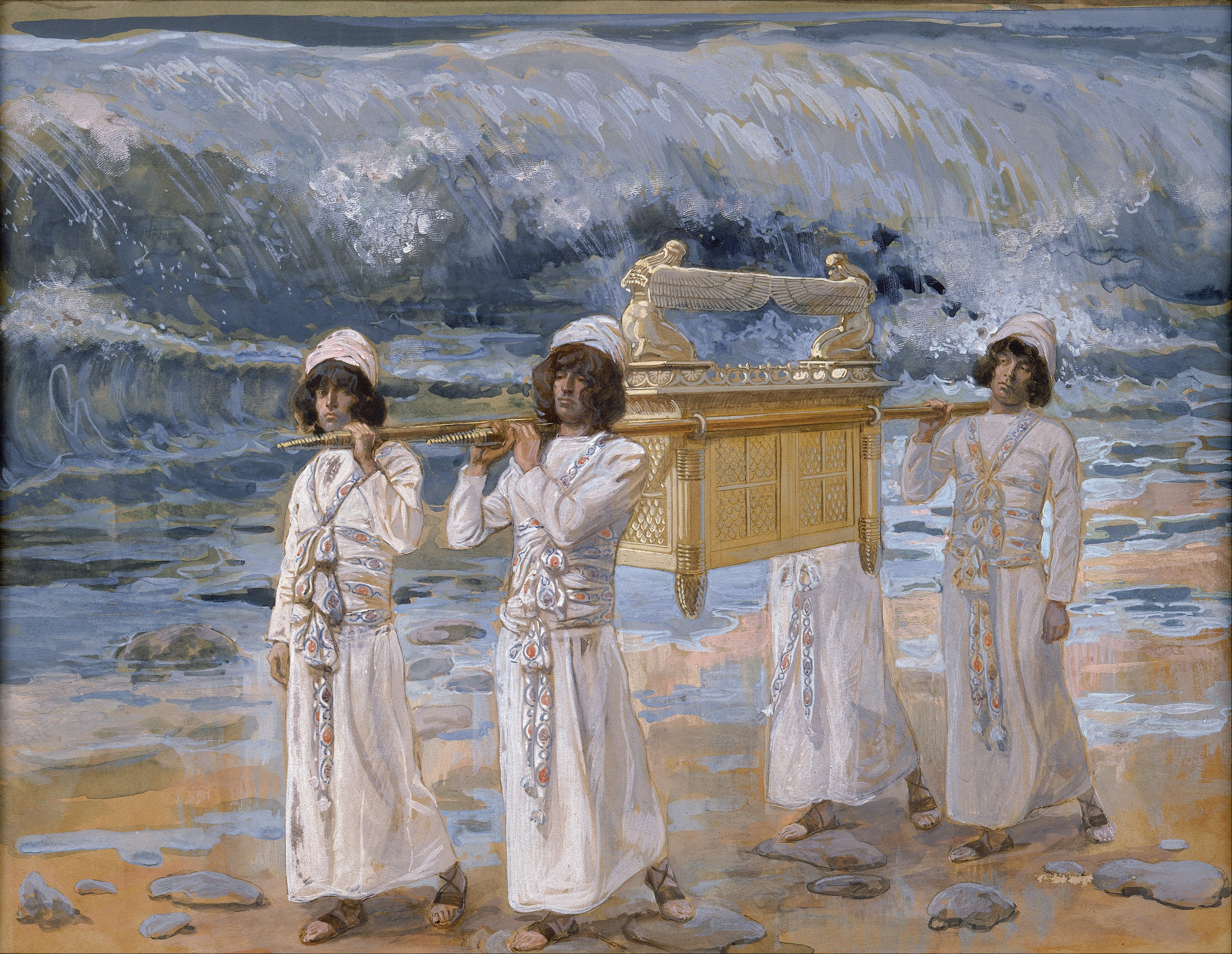
James Tissot - Le passage de l'arche d'alliance sur le Jourdain au Musée juif de New York

Louis Réau s'étonne de l'indifférence dont cette œuvre d'Ivanov a fait l'objet, quand on la compare à des œuvres aux sujets identiques de Gustave Doré ou de James Tissot. Non seulement le Temple dont rêvait son auteur et dont les murs devaient être couverts de ces dessins n'a jamais été construit, mais le gouvernement russe ne trouva même pas les fonds pour les acheter à la mort de l'auteur en 1858. C'est le frère d' Alexandre Ivanov, l'architecte Serge Ivanov, qui les conserva précieusement dans des cartons pendant vingt ans. 
En 1880 toutefois, l'Institut Archéologique prussien se chargea de les publier à Berlin. Plus tard c'est au Musée russe que les originaux sont allés rejoindre L'Apparition du Christ au peuple. Cette dernière toile, depuis 1925, a été déplacée à la Galerie Tretiakov.